# 4Q166

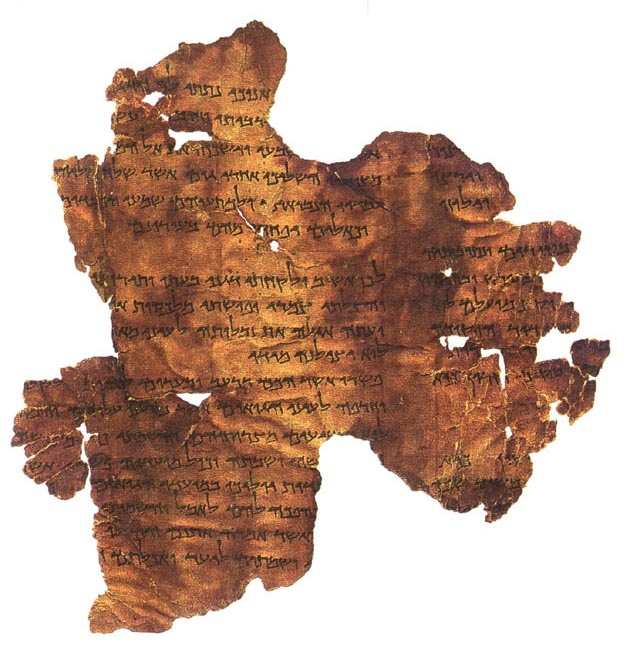
Rękopis 4Q166

4Q166 oznaczony również 4QpHosa – rękopis spisany na pergaminie zawierający komentarz biblijnej Księgi Ozeasza. Rękopis ten został znaleziony w grocie 4 w Kumran, należy więc do zwojów znad Morza Martwego. Jest on datowany na koniec I wieku p.n.e. Karta ma wymiary 17,5 na 16,8 cm.
Rękopis ten jest komentarzem (hebr. peszarim פשר, interpretacje, komentarze) do Księgi Ozeasza 2:8-14. Omawiany fragment księgi odnosi się do relacji pomiędzy Bogiem a Izraelem, w której Bóg jest reprezentowany przez męża a Izrael przez niewierną żonę. W komentarzu niewierny Izrael został uwiedziony przez „Człowieka kłamstwa”. Dokument stwierdza, że przyczyną zwiedzenia na manowce jest głód. Głód ten może być tu metaforą, ale może też literalnie odnosić się do rzeczywistej suszy, która wystąpiła w tamtych czasach i ma potwierdzenie w źródłach historycznych.
Rękopis ten jest większym fragmentem spośród dwóch niepowiązanych ze sobą fragmentów komentarza Ozeasza znalezionych w grocie 4. Pismo jest identyczne z pismem komentarza księgi Psalmów, należy do stylu prostego, półoficjalnego z okresu Heroda.